# Lorentz Lorentzen
Lorentz Rasmus Lorentzen (født 5. marts 1842 i Roskilde, død 27. november 1915) var en dansk øjenlæge og titulær professor.
Han var søn af vognmand Niels Lorentzen og hustru født Rasmussen, blev student fra Roskilde Katedralskole 1861 og tog medicinsk eksamen 1867. Lorentzen var reservekirurg ved Frederiks Hospital 1870-72, læge ved Amtssygehuset i Aalborg 1889-93, formand for Den Almindelige Danske Lægeforening 1879-83, medlem af bestyrelsen for Lægernes Hjælpeforening og af Understøttelsesforeningen for Lægeenker. Han var titulær professor og Ridder af Dannebrog.
Han blev gift med Cathrine Marie Ahlmann (17. juli 1850 på Langholt ved Aalborg - 1917), datter af godsejer N.P. Ahlmann og hustru født von Hoff. Lorentzens søn arvede Langholt.
Da han lod sig pensionere, flyttede Lorentzen fra Aalborg til en lejlighed i Malmøgade 5 på Østerbro. I 1912 lod han et stort sommerhus, Villa Vendle, opføre på Ved Gærdet 1 i Tisvilde, tegnet af arkitekt Bent Helweg-Møller 